# Arborimus
Arborimus är ett släkte av däggdjur som ingår i familjen hamsterartade gnagare.

## Systematik
Arter enligt Catalogue of Life:
- Arborimus albipes
- Arborimus longicaudus
- Arborimus pomo

## Utbredning och habitat
Dessa sorkar förekommer i västra USA i delstaterna Kalifornien och Oregon. Arterna vistas där i fuktiga tempererade skogar i låglandet.

## Utseende
Individerna når en kroppslängd (huvud och bål) av 9,5 till 11 cm, en svanslängd av 6 till 9 cm och en vikt mellan 25 och 55 g. Pälsens färg varierar mellan mörkbrun och rödbrun på ryggen. Buken är rosa till vitaktig.

## Ekologi
Levnadssättet är främst känt för A. longicaudus men det antas att de andra arterna har ett liknande beteende. Hos denna art gräver hanar underjordiska bon medan honor skapar ett näste av kvistar i växtligheten. Honans bo har en diameter på cirka 30 cm och ligger 4,5 till 15 meter över marken. Ibland använder de ett näste som övergavs av en fågel eller en ekorre.
Födan utgörs av löv och barr.
Honor kan para sig mellan februari och september och de har under tiden två till fyra kullar. Dräktigheten varar ungefär 28 till 48 dagar och sedan föds en till tre ungar. Efter 30 till 35 dagar slutar honan med digivning.

## Status
Dessa sorkar är allmänt sällsynta och de hotas av skogsavverkningar. Beståndet för A. longicaudus och A. pomo minskar och de listas därför av IUCN som nära hotad (NT). A. albipes listas som livskraftig (LC).